# Сутера
Сутера (італ. Sutera, сиц. Sutera) — муніципалітет в Італії, у регіоні Сицилія,  провінція Кальтаніссетта.
Сутера розташована на відстані близько 500 км на південь від Рима, 75 км на південний схід від Палермо, 30 км на захід від Кальтаніссетти.
Населення — 1423 особи (2014).

## Демографія
Населення за роками:

Станом на 1 січня 2023 року в муніципалітеті офіційно проживало 49 іноземців з 16 країн, серед них 11 громадян країн Євросоюзу та 1 громадянин України.

## Сусідні муніципалітети
- Аккуавіва-Платані
- Бомпенсьєре
- Кампофранко
- Кастельтерміні
- Мілена
- Муссомелі